# Интина

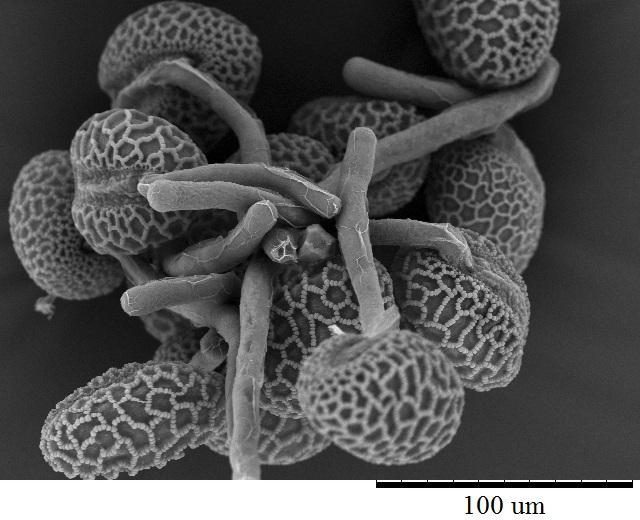
Пыльцевые трубки у лилии

Интина — внутренняя растяжимая оболочка пыльцы у растений, эквивалент интины у спор называется эндоспорием. При прорастании пылинки или споры наружная оболочка (экзина) лопается, а содержимое, окружнное интиной, выступает сквозь трещину в виде пыльцевой трубки. Состоит в основном из пектиновых веществ и целлюлозы.
Tермины «интина» и «экзина» были введены в 1837 году русским учёным немецкого происхождения Ю. Ф. Фрицше.